# Alyxia podocarpa
Alyxia podocarpa är en oleanderväxtart som beskrevs av Henri Ferdinand Van Heurck och Johannes Müller Argoviensis.
Alyxia podocarpa ingår i släktet Alyxia och familjen oleanderväxter. Inga underarter finns listade i Catalogue of Life.